# Odiesskoje
Odiesskoje (ros. Одесское) – wieś (sieło) w Rosji, w obwodzie omskim, ośrodek administracyjny rejonu odeskiego. W 2010 liczyła 6148 mieszkańców.